# Johann Ludwig Thierry
Johann Ludwig Thierry, auch Jean Louis Thierry (* 5. März 1792 in Hannover; † 5. Juli 1847 in Dockenhuden) war ein deutscher Kaufmann, und zwar zuerst zusammen mit seinem Jugendfreund Joh. Heinr. Carl Höber in der Firma Thierry Anderson et Höber und danach bis zu seinem Tod als Einzelkaufmann sowie Gutsherr der holsteinischen Güter Jersbek und Stegen (1827 bis 1840).
Johann Ludwig Thierry (seine Vorfahren waren Hugenotten und stammen ursprünglich aus der Schweiz) war der Sohn von Carl Ludwig Thierry und Dorothea Amalia Borckenstein. Er war mit Charlotte Godeffroy (1791–1880), Tochter von Peter Godeffroy (1749–1822), verheiratet. Die Ehe blieb kinderlos. Charlotte Thierry war u. a. befreundet mit Franziska, genannt Fanny, Caspers, einer Freundin von Bertel Thorvaldsen. Es sind einige Briefe im Archiv des Thorvaldsen-Museums erhalten.
Nach dem Tod seines Schwiegervaters Peter Godeffroy 1822 erwarb er aus dessen Hinterlassenschaft den westlichen Teil des Dockenhudener Landsitzes, später auch ‚Thierrys Park‘ oder ‚Ole Hoop‘ genannt, und dessen Landhaus. Nachdem Johann Ludwig Thierry 1847 verstorben war, verkaufte die Witwe den Besitz ‚Ole Hoop‘ an ihre Schwägerin Marianne Godeffroy, wobei sie sich einen lebenslangen Nießbrauch vorbehielt.